# Mnet 슈퍼인턴
《Mnet 슈퍼인턴》은 Mnet에서 2019년 1월 24일부터 2019년 3월 14일까지 방송된 연예기획사 신입사원 채용 리얼리티 예능 프로그램이다. 회사들이 보통 신입사원을 당사자가 제출한 스펙과 자기소개서를 바탕으로 면접한 뒤에 뽑는 것과는 정반대로, SWOT 분석 문제지 작성 후 NO스펙으로 뽑는 것이 특징이다.

## 결과
| 순위  | 이름   | 최종소속                    |
| ----- | ------ | --------------------------- |
| 1위   | 정종원 | JYP A&R 프로덕션 팀         |
| Top3  | 임아현 |                             |
| Top3  | 최지은 | JYP 대외협력본부 홍보팀     |
| Top8  | 강하윤 |                             |
| Top8  | 변지원 |                             |
| Top8  | 원동인 |                             |
| Top8  | 위정은 |                             |
| Top8  | 이정빈 |                             |
| Top10 | 김한을 |                             |
| Top10 | 원서영 | JYP A&R팀(JANE 팀장소속)    |
| Top13 | 김태준 | JYP 배우 매니지먼트 팀 본부 |
| Top13 | 김혜리 |                             |
| Top13 | 남상현 |                             |